# Фаєтт (Айова)
Фаєтт (англ. Fayette) — місто (англ. city) в США, в окрузі Фаєтт штату Айова. Населення — 1256 осіб (2020).

## Географія
Фаєтт розташований за координатами 42°50′29″ пн. ш. 91°48′13″ зх. д. / 42.84139° пн. ш. 91.80361° зх. д. (42.841519, -91.803706). За даними Бюро перепису населення США в 2010 році місто мало площу 3,84 км², уся площа — суходіл.

## Демографія
Згідно з переписом 2010 року, у місті мешкало 1338 осіб у 434 домогосподарствах у складі 185 родин. Густота населення становила 349 осіб/км². Було 485 помешкань (126/км²).
Расовий склад населення:
| - 88,6 % — білих - 6,7 % — чорних або афроамериканців - 1,9 % — азіатів - 0,1 % — вихідців з тихоокеанських островів - 1,0 % — осіб інших рас |

До двох чи більше рас належало 1,6 %. Частка іспаномовних становила 2,8 % від усіх жителів.
За віковим діапазоном населення розподілялося таким чином: 11,9 % — особи молодші 18 років, 74,0 % — особи у віці 18—64 років, 14,1 % — особи у віці 65 років та старші. Медіана віку мешканця становила 22,3 року. На 100 осіб жіночої статі у місті припадало 107,8 чоловіків; на 100 жінок у віці від 18 років та старших — 110,5 чоловіків також старших 18 років.
Середній дохід на одне домашнє господарство становив 45 569 доларів США (медіана — 28 125), а середній дохід на одну сім'ю — 78 074 долари (медіана — 65 417). Медіана доходів становила 40 156 доларів для чоловіків та 33 036 доларів для жінок. За межею бідності перебувало 25,8 % осіб, у тому числі 4,8 % дітей у віці до 18 років та 7,8 % осіб у віці 65 років та старших.
Цивільне працевлаштоване населення становило 426 осіб. Основні галузі зайнятості: освіта, охорона здоров'я та соціальна допомога — 48,4 %, мистецтво, розваги та відпочинок — 13,8 %, роздрібна торгівля — 11,7 %.